# Uromyces caraganae
Uromyces caraganae är en svampart som först beskrevs av Thüm., och fick sitt nu gällande namn av Paul Wilhelm Magnus 1905. Uromyces caraganae ingår i släktet Uromyces och familjen Pucciniaceae.   Inga underarter finns listade i Catalogue of Life.